# Зетёво (Старозагорская область)
Зетёво (болг. Зетьово) — село в Болгарии. Находится в Старозагорской области, входит в общину Чирпан. Население составляет 1291 человек.

## Политическая ситуация
В местном кметстве Зетёво, в состав которого входит Зетёво, должность кмета (старосты) исполняет Йордан Иванов Николов (Болгарская социалистическая партия (БСП)) по результатам выборов.
Кмет (мэр) общины Чирпан — Васил Георгиев Донев (коалиция партий: Политическое движение социал-демократов (ПДСД), Объединённый блок труда (ОБТ)) по результатам выборов.